# 恩斯維爾之役

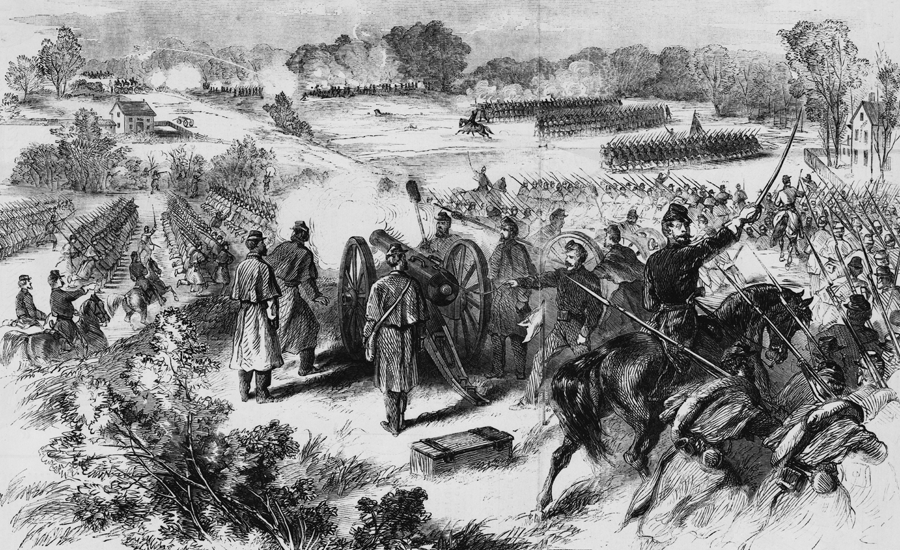
恩斯維爾之役

恩斯維爾之役（英語：Battle of Dranesville）於1861年12月20日發生在維吉尼亞的費爾法克斯郡，是在早期南北戰爭中麥克萊倫發動的維吉尼亞戰事的一場戰役。

## 戰事
南軍軍官史都華派一支有步兵、騎兵和大砲的軍師，去保護恩斯維爾。北軍則先進攻騎兵，然後雙方都不斷派更多軍人上陣，使戰役變得激烈，但到了半夜，當史都華的馬車安全到達後，南軍開始退出戰場，北軍得勝。

## 戰事結束
北軍傷亡人數為71人；南軍則有230人。